# レクイエム (ゲーム)
『REQUIEM』（レクイエム）は、2004年12月10日にCLOCKUPから発売されたアダルトゲーム、およびそれを原作とするアダルトアニメ。

## 解説
ミッションスクールを舞台に、2つのバイオリンが引き起こす事件を描く。強姦ではなく、恋愛関係から発展したハードなHシーンに重きを置いており、CLOCKUPの広報担当である全身タイツマン銀は「シーン一つ一つの描写を強化した」とGame-Styleに寄せたコメントで述べている。
主人公の選択によりシナリオのシチュエーションが変化するのも特徴の1つであり、ヒロインと純愛を繰り広げるルートが存在する一方、カンノーネでヒロインを言いなりにするルートも存在する。
排泄物の描写が強調されたのは今作が初めてであり、CLOCKUPの代表であるZaRがLaplacianとのインタビューの中で語ったところによると、原画担当者のアイデアによるものである。このため、スカトロジーが苦手なユーザーのために排泄物の描写を切り替えられる機能がつけられた。
2005年6月25日にはアダルトアニメ版第一章が発売され、同年7月25日にはその完結編となる第二章がMilkyより発売された。

## あらすじ
主人公・矢代暁雄は、かつて将来を期待されていたバイオリンの名手だったが、自らのあがり症が災いして演奏家としての道を絶たれ、現在は聖セシリア女学院音楽科の教師をしていた。ある日、暁雄は女学院の地下に封じられていたバイオリン「カンノーネ」を見つける。その音色は人を魅了し、不思議な現象をも起こすことから、「悪魔のバイオリン」と呼ばれていた。
栄光への未練を付け込まれ、演奏者としてカンノーネに選ばれた暁雄の運命は大きく変わっていく。

## 登場人物
矢代 暁雄（やしろ あきお）
声：なし/長万部大悟朗（アダルトアニメ版）
主人公。
かつて将来を期待されていた若手バイオリニストだったが、自らのあがり症が原因で演奏家として失敗した過去を持つ。その後は聖セシリア女学院の音楽科の教師をしていた。
女学院の地下室でカンノーネを見つけたことから波瀾に巻き込まれる。
七原 雪菜（ななはら ゆきな）
声：木村あやか
聖セシリア女学院普通科の2年生で、瑞穂は妹にあたる。
新体操部に所属している。
心優しく、清楚な雰囲気を漂わせている。また、ロマンチストでもあり、将来の夢はお嫁さん。
七原 瑞穂（ななはら みずほ）
声：笠原准
聖セシリア女学院体育科の1年生で、陸上部に所属している。
雪菜の妹で、姉を慕うあまり同性愛的な愛情を抱きかけている。姉とは対照的に活発で、活発でボーイッシュな人物。
神月 瀬理香（こうづき せりか）
声：紫苑みやび
聖セシリア女学院音楽科2年生。ヴァイオリストの卵で、ひたすらバイオリンの練習に打ち込んでいる。努力家で、天才肌の誌音とは対立関係にある。
春野 ひなぎく（はるの ひなぎく）
声：金田まひる
学園の近所に住む少女で、学園敷地内の旧教会のある森によく遊びに行く。
偶然出会った暁雄からバイオリンの才能を見抜かれ、バイオリンを学ぶことになる。
幼さが残る人物だが、カンノーネに好奇心を刺激された結果、淫乱な一面があらわになってしまう。
橘 沙紀（たちばな さき）
声：風華
聖セシリア女学院の数学教師。生徒に対する熱心な指導からPTAや教職員からの評価は高いものの、気の強さや融通の利かなさがもとで、生徒からの評価はそこまで高くない。
エレーヌ＝コレット
声:白井綾乃
聖セシリア女学院に勤務するフランス人修道女。
生徒への面倒見は良いが、迷信を信じやすい人物でもある。
朝比奈 詩音（あさひな しおん）
声:金松由花
聖セシリア学園音楽科の2年生。神童と呼ばれた天才若手バイオリニストで、バイオリンコースに特待生として入学したほどだが、現在は心的外傷により音楽活動をあまり行っていない。
無口で無表情。

## スタッフ
- シナリオ：綾守竜樹
- 原画：かけなし、深水直行

## 主題歌
（全作詞：Remmy／全作曲・編曲：Little Wing／全歌唱：真理絵）
- オープニングテーマ「hépatique」
- 挿入歌「ever green」

## アダルトアニメ
スタッフ
- 原作・監修：CLOCKUP
- プロデューサー：村上幸太郎
- 監督・絵コンテ：町田住人
- キャラクターデザイン：島本久実
- 作画監督：村山和光
- 美術監督：西田無人
- 撮影監督：山越康司
- 音響監督：榎本崇宏
- 原画：武藤和浩、石井裕之、藤井康介、山本真嗣、SEROA PRODUCTION
- 制作：Picoletta
- アニメーション制作：絵書屋本舗
- アニメーション制作協力：修羅
- 製作：GPミュージアムソフト
- エンディングテーマ「hépatique」
  - 作詞：Remmy／作曲・編曲：Little Wing／歌：真理絵